# Conțești (Teleorman)
Pour les articles homonymes, voir Conțești.
Conțești est une commune du județ de Teleorman en Roumanie.